# Phylloglossum drummondii
Phylloglossum drummondii – gatunek rośliny z rodziny widłakowatych. Bywa włączany do rodzaju wroniec Huperzia jako H. drummondii jednak w systematyce widłakowatych skłaniającej się do wydzielenia większej liczby rodzajów wyróżniany jest jako przedstawiciel monotypowego rodzaju Phylloglossum. Gatunek ten występuje w zachodniej i południowej Australii, na Tasmanii i w północnej części nowozelandzkiej Wyspy Północnej. Jest drobną rośliną pojawiającą się na powierzchni (często w koloniach składających się z setek roślin) tylko w okresie zimy i wczesnej wiosny (na półkuli południowej w lipcu i sierpniu). Pozostałą część roku spędza w postaci podziemnej bulwy. Rośnie na podłożu gliniastym w miejscach otwartych oraz w scrubie – luźnych i niskich zbiorowiskach zaroślowych. Rozwija się często w miejscach wcześniej spalonych – bardzo źle znosi konkurencję innych gatunków roślin.

## Morfologia

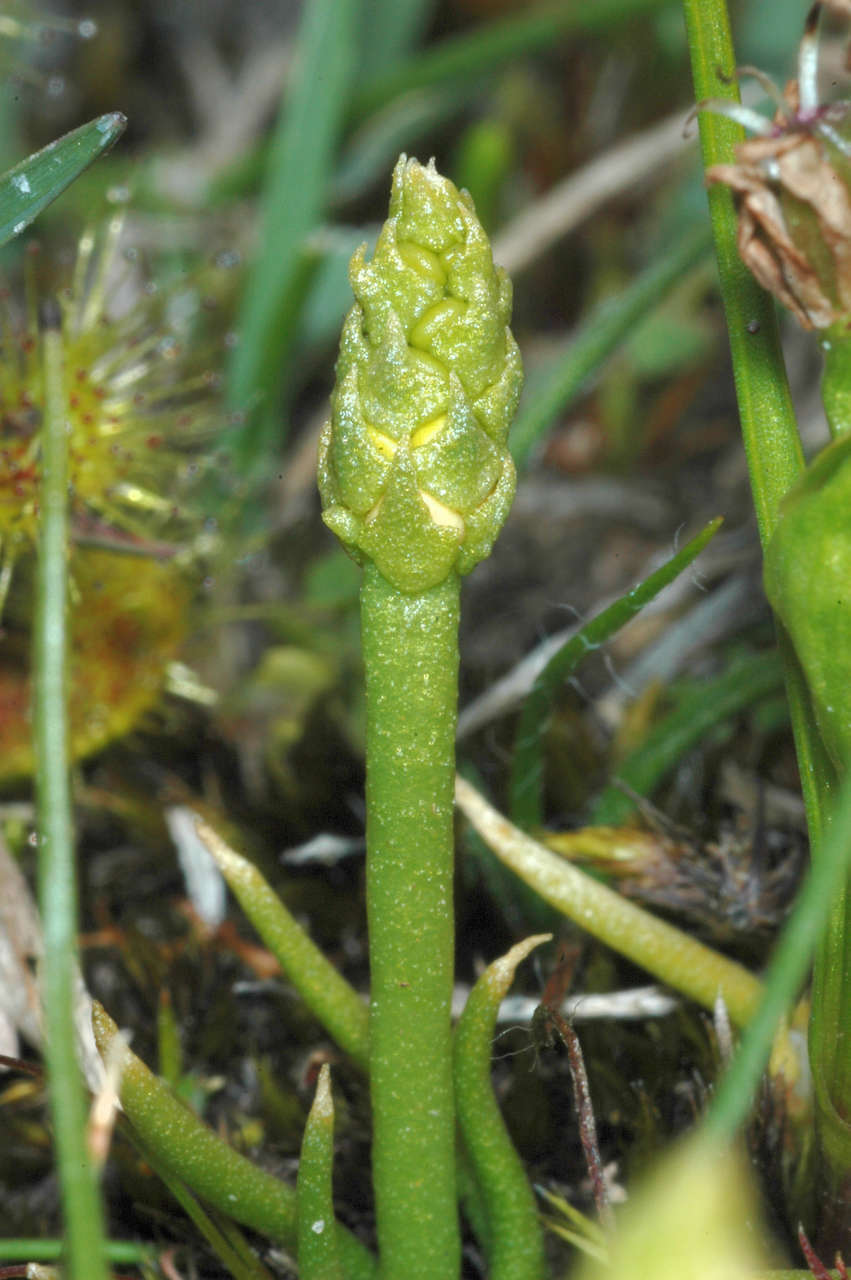
Kłos zarodnionośny na bezlistnej łodyżce

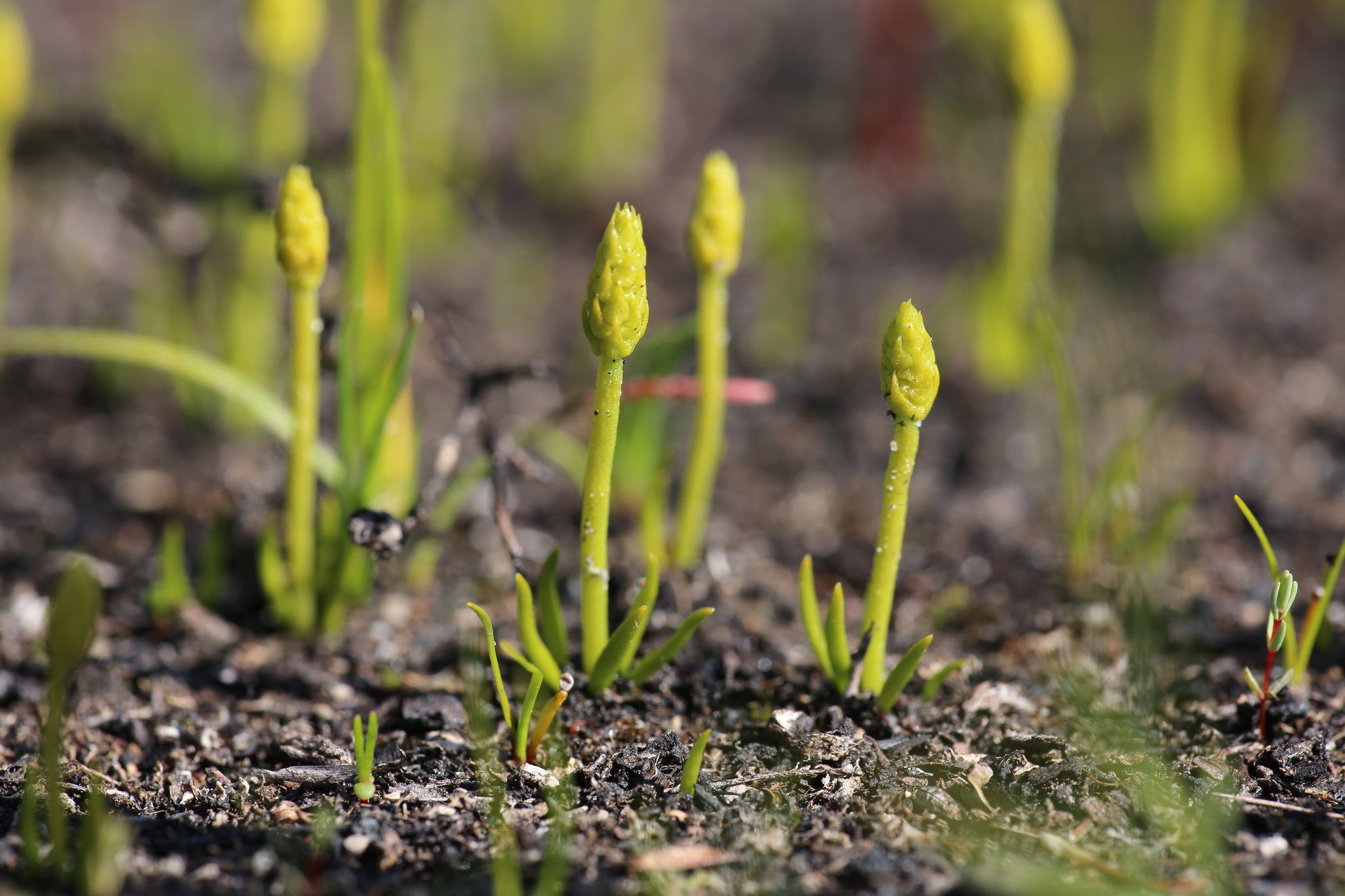

Pokrój sporofituBylina spędzająca większą część roku w postaci mięsistej, owalnej bulwy. Na początku zimy wyrasta z jej szczytowej części jeden do trzech nierozgałęziających się korzeni, nowa bulwa, a nad ziemią – rozeta liści asymilacyjnych i bezlistna łodyga osiągająca 1–4 cm wysokości, zwieńczona kłosem zarodnionośnym.
LiścieW liczbie od 3 do 20, skupione są w przyziemnej rozetce. Osiągają 1–2 cm długości, są nieco mięsiste, szydłowate, ostro zakończone.
ZarodnieNerkowate, pękające poprzeczną szczeliną, rozwijają się w kątach małych, żółtawych liści zarodnionośnych (sporofili). Wyrastają one w nieco nieregularnym układzie na szczycie bezlistnej łodyżki tworząc kłos o długości 04–0,8 cm. Zarodniki jednakowe (jak u innych widłakowatych), żółte, wyraźnie tetradryczne, z trzema ścianami gładkimi i zewnętrzną, wypukłą ścianą o siatkowatej rzeźbie.
GametofitOsiąga do 6 mm długości, w dole bulwiasto zgrubiały, zagłębiony w glebie i współżyjący z grzybem, w górnej części wystaje na powierzchnię, jest zielony i tu rozwijają się rodnie i plemnie.

## Systematyka
W systemie PPG I z 2016, obejmującym m.in. widłaki, gatunek ten jest przedstawicielem monotypowego rodzaju Phylloglossum Kunze, Bot. Zeitung (Berlin) 1: 721. 1843, będącego jednym z trzech rodzajów w obrębie podrodziny Huperzioideae W.H.Wagner & Beitel ex B.Øllg. W obrębie podrodziny jest to takson siostrzany dla rodzaju wroniec Huperzia, wraz z którym z kolei tworzy grupę siostrzaną dla rodzaju Phlegmariurus. Taka relacja oznacza, że nieuprawniony jest podział w tej podrodzinie na szeroko ujmowany rodzaj Huperzia i monotypowy Phylloglossum – poprawne jest albo łączenie wszystkich taksonów z podrodziny w jeden rodzaj Huperzia sensu lato, albo podział na trzy rodzaje, co jest współcześnie preferowane. Odmienność cyklu życiowego i budowy tego rodzaju tłumaczona jest pedomorfozą i adaptacją do susz i pożarów. Ze względu na pewne podobieństwa morfologiczne, w tym w budowie organów podziemnych, wskazywano w przeszłości na możliwość pokrewieństwa tej rośliny z widłaczkami Lycopodiella, jednak jest to sprzeczne z innymi badaniami, zwłaszcza molekularnymi.
Ze względu na podobieństwo do nasięźrzała, gatunek został przez swego odkrywcę – Gustava Kunze początkowo opisany jako przedstawiciel odrębnej grupy roślin, pośredniej między widłakami i nasięźrzałowatymi.